# Miguel Ángel Arrudi
Miguel Ángel Arrudi Ruz fue un escultor, pintor y diseñador español, nacido el 2 de marzo de 1950 en Zaragoza, y fallecido el 11 de enero de 2023 en Zaragoza.

## Datos biográficos
Formado en la Escuela de Artes y Oficios de Zaragoza, marcha en 1978 a Italia, donde desempeña su trabajo de diseño industrial, además de relacionarse con el mundo artístico italiano; regresó a Aragón en 1984. En Aragón se dedicó sobre todo a la pintura y la escultura (en ocasiones fusionándolas) y entre los años 1991 y 1997 fue presidente de la Asociación de Artistas Goya Aragón.
Falleció en Zaragoza el 11 de enero de 2023.

## Obras
Entre las obras de Miguel Ángel Arrudi destacan:
- su proyecto para la decoración pictórica de aerogeneradores.
- las 610 ranas en bronce instaladas en la ribera del río Ebro para la Expo 2008.[2]